# Речь раввина
«Речь раввина» (нем. Rede des Rabbiners, «Речь раввина Рейхгорна», варианты: «…Эйххорна», «…Эйхборна») — подложный антисемитский документ, брошюра писателя Германа Гёдше, бывшего прусского полицейского шпиона, выпущенная им под псевдонимом «сэр Джон Рэтклиф» (у авторов других антисемитских фальшивок мог именоваться «сэром Джоном Редклифом»). Текст известен с 1868 года. Взят из главы «На еврейском кладбище в Праге» романа «Биарриц», написаного Гёдше.
Описано «очередное» секретное совещание у могилы «святого раввина» представителей двенадцати колен Израилевых. Эти персонажи обсуждают планы по разрушению христианства и установлению иудейского царства.
Многократно переиздавался под разными названиями. Один из прототипов «Протоколов сионских мудрецов». Антисемитами считается «доказательством» всемирного еврейского заговора.

## Содержание
Почва для принятия фальшивок, таких как «Речь раввина», была подготовлена построением мифа о Ротшильде, мифа об интернациональной финансовой мощи евреев.
Помимо темы еврейского заговора «Протоколы» заимствовали из «Речи» идею тайного собрания вождей еврейского народа, ставящего целью подготовку к завоеванию мира.
Согласно «Речи», Синедрион — духовный суд Иудеи (в действительности переставший существовать за XVIII веков до этого) — каждые сто лет собирается на кладбище, где обсуждает планы по установлению мирового господства евреев. В главе описывается тайная встреча на еврейском кладбище в Праге, проведенная в 1860 году главами двенадцати колен Израиля, где каждый участник, говоря на халдейском языке, рассказывает о своих прошлых действиях и излагает будущие планы, направленные на подкуп и порабощение неевреев. Заговорщики поклоняются Золотому тельцу. За всем этим тайно наблюдают немец и крещёный еврей, которые берут на себя обязательство разоблачить заговор.

## История публикации
В 1868 году в Берлине вышел роман «Биарриц» («Биарриц — Рим», 1866—1870) Германа Гёдше (под псевдонимом «сэр Джон Ретклифф»), содержавший, в частности, главу «Еврейское кладбище в Праге и собрание двенадцати колен Израилевых». Роман был переведён на несколько языков, включая русский (под названием «В Седан!»), в результате чего глава «Еврейское кладбище» обрела собственную жизнь и стала звеном в цепочке поддельных документов, ведущих к «Протоколам сионских мудрецов».
В 1872 году эта глава была переведена на русский язык и напечатана в Санкт-Петербурге в форме памфлета, анонимной брошюры «Еврейское кладбище в Праге и Совет представителей 12 колен Израиля». Этот текст затем публиковался в Москве, Одессе и Праге, став известной «Речью раввина», которая в июль 1881 года вышла на французском языке в журнале «Контампорэн».
В 1876 году и вновь в 1880 году брошюра выходила под заголовком, который явно идентифицировал ее как отрывок из романа «Ретклиффа».
«Речь» была перепечатана правительством Российской империи общим тиражом в сотни тысяч, возможно, в миллионы, экземпляров.
В 1887 году немецкий идеолог антисемитизма Теодор Фрич включил её в состав своего «Катехизиса антисемитов».
«Речь раввина» вошла в антисемитскую компиляцию, книгу Каликста де Вольски (псевдоним Петра Рачковского) «Еврейская Россия», выпущенную в 1887 году в Париже издательством Альбера Савин «Антисемитская библиотека».
«Речь раввина» среди прочего содержалась в изданном в 1889 году в Париже памфлете Жоржа Корнейана «Евреи и оппортунисты». Его арабский перевод был опубликован в Каире в 1893 году и послужил пропаганде идеи о «еврейской опасности» арабоязычных читателей.
Примерно в 1880-х годах возник новый текст, в котором отдельные заявления участников собрания слились в единую речь, согласно этому тексту произнесённую известным раввином перед собранием его единоверцев в 1880 году (в некоторых версиях — в 1869 году). Личность автора переработки не установлена.
К 1900-м годам «Речь раввина» (появлявшаяся под разными названиями), к тому времени считавшаяся записью реального события, вышла на нескольких языках.
В 1903 году и 22 января 1904 года «Речь раввина» публиковалась в газете «Знамя».
В январе 1906 года Георгий Бутми, член «Союза русского народа», опубликовал третий вариант «Протоколов», включённый им в третье издание его книги «Враги рода человеческого» (СПб., типография Училища глухонемых). Книга содержит, в частности, «Речь раввина». Автор «Протоколов» был явно знаком с этим текстом; параллели между двумя работами отмечались учёными. С момента первого появления «Протоколов» те, кто настаивает на подлинности сочинения — например, Бутми в своём издании 1906 года — указывали на это сходство как на доказательство.
В 1911 году Монсеньор Анри Делассю опубликовал «Еврейский вопрос. Заметки и документы» (Лилль, изд-во Декле, де Брувера и компании), включавший в том числе «Речь раввина».
В январе 1912 года Монсеньор Жуэн выпустил «Речь раввина» в Reue international das societies secretes. В издании «Речи раввина» Монсеньором Эрнестом Жуэном в «Иудео-масонской опасности» 1920 года заявлено, что «речь великого раввина» произнесена в 1880 году.
В 1937 году вышел «Еврейский заговор» Анри Костона, компиляция из различных антиеврейских фальшивок, в том числе «Речи раввина» и «Протоколов».
Заимствования в том числе из «Речи раввина Рейхгорна» выделял в своих первых критических откликах на распространение «Протоколов» еврейский правозащитник Люсьен Вольф.
На протяжении всего XX века как оригинальная глава из романа «Ретклиффа», так и ее переработка продолжали издаваться.
В 2001 году «Речь раввина к еврейскому народу», издавалась Российская ультраправой газетой «Русский вестник» с целью подтвердить информацию о «тайном мировом заговоре» и опасности, исходящей от «еврейско-масонских кругов». В феврале 2002 года, версия «Речи раввина» была опубликована в российской радикальной газете «Казачий круг», из-за чего газета получила официальное предупреждение от Министерства печати.

## Использование в политике
Для разжигания антиеврейских настроений «Речь раввина» издавалась публицистом Паволакием Крушеваном, позднее депутатом Государственной думы, незадолго до вызванного, в частности, этой провокацией Кишинёвского погрома 1903 года.
В 1919 году «Речь раввина к еврейскому народу» распространялась в Приамурье.

## Издания
- Mgr Ernest Jouin. Le Péril Judéo-maçonnique, vol. I. Les «Protocols» des Sages de Sion. Paris, 1920, p. 18—26 (Монсеньор Эрнест Жуэн. Иудео-масонская опасность, том I, «Протоколы сионских мудрецов». Париж, 1920. С. 18—26). — издано в приложении к работе Пьер-Андре Тагиеффа[18]